# Amidki
Amidki – grupa nieorganicznych związków chemicznych o wzorze ogólnym MINH2. Są to sole, w których jeden z atomów wodoru został zastąpiony atomem metalu. Mają budowę jonową (kation: M+, anion: NH2−), rolę reszty kwasowej pełni grupa -NH2 wywodząca się od amoniaku. Są bardzo silnymi zasadami. Istnieją także amidki organiczne, w których zamiast jednego lub dwóch atomów wodoru występują grupy organiczne.
Przykładem amidku jest amidek sodu (NaNH2), który powstaje w wyniku przepuszczania gazowego amoniaku nad metalicznym sodem w temperaturze 500–600 K.